# Code-Switching
Der Begriff Code-Switching (auch Codeswitching geschrieben) bezeichnet in der Sprachwissenschaft einen Vorgang, bei dem ein Sprecher innerhalb einer Äußerung oder innerhalb eines Textes bzw. Dialoges von einer Sprache in eine andere wechselt. Es wird auch Sprachwechsel, Kodewechsel oder Kode-Umschaltung genannt. Ein solcher Wechsel kann innerhalb eines Gespräches, eines Satzes oder gar eines einzelnen Satzteils (einer Konstituente) vorkommen. Er kann in analoger Weise auch beim Schreiben auftreten. Der Kodewechsel hängt oft vom jeweiligen Kontext ab. Das Mischen der Sprachen ist ein weit verbreitetes Phänomen in mehrsprachigen Gesellschaften und Gruppen.
Wurde das Phänomen früher als Defizit gesehen, so wird es heute als eine Fähigkeit betrachtet, sich auf unterschiedliche Gesprächsmodi einzustellen und besonders angemessen mit den Erfordernissen der jeweiligen Kommunikationssituation umgehen zu können.
Beispiele:
- Es war Mr Fred Burger, der wohnte da in Gnadenthal and he went out there one day and Mrs Roehr said to him: „Wer sind denn die Männer do her?“[3]
- Sometimes I’ll start a sentence in English y termino en español.[4]

Der Sprecher wechselt im ersten Beispiel zuerst vom Deutschen ins Englische und dann wieder zurück ins Deutsche, allerdings in eine Dialektvarietät, die offenbar der wörtlichen Rede geschuldet ist. Im Zweiten wechselt er vom Englischen ins Spanische.
- ...debent cavere ne sint soli, denn Gott hat societatem ecclesiae geschafft et fraternitatem geboten, sicut scriptura dicit: ‚Vae homini soli, quia cum ceciderit, etc (Martin Luther, Tischgespräche)

Beispiel für Codeswitching aus einer geschriebenen Quelle; der Wechsel ins Lateinische ist motiviert vom hohen Prestige und der Rolle als theologische Fachsprache, bei Intellektuellen des 16. Jahrhunderts eine typische Erscheinung.

## Definition und Abgrenzung
Von Code-Switching spricht man dann, wenn Sprecher, die mehrere Sprachen beherrschen, in einem Diskurs oder Dialog zwischen den verschiedenen Sprachen (oder auch Dialekten oder Soziolekten) wechseln. Dabei kann das Phänomen sowohl von Satz zu Satz (intersententiales Code-Switching) als aber auch innerhalb eines Satzes (intrasententiales Code-Switching) auftreten.
Man spricht grundsätzlich dann von Code-Switching, wenn sich die Strukturen von Sprachen oder Sprachvarietäten gar nicht verändern, aber innerhalb von sprachlichen Äußerungen gemischt auftreten. Von Code-Mixing spricht man hingegen, wenn die grammatikalische Struktur der zwei Sprachen gleich ist. Dabei fehlt eine klar abgegrenzte Sprache der Interaktion, auch Matrixsprache genannt. Wenn in einer zweisprachigen Rede also nicht klar ist, welche der zwei Sprachen die Matrixsprache ist, wird anstatt des Begriffes Code-Switching häufig Code-Mixing gebraucht.
Weiterhin muss das Code-Switching vom lexikalischen und/oder grammatikalischen Transfer abgegrenzt werden, also z. B. der Entlehnung von Wörtern. Auch kann es anders als das Phänomen der Interferenz eher als Ausdruck einer speziellen Kompetenz denn als sprachliche Normverletzung angesehen werden. Ferner ist Code-Switching als Individualkompetenz von sprachlicher Kreolisierung zu unterscheiden.

## Typisierungen
Man unterscheidet zwischen einem funktionalen und nicht-funktionalen Code-Switching.

### Nach Funktionalität
Beim funktionalen Code-Switching erfolgt der Wechsel der Sprache entweder aufgrund äußerer Faktoren oder aus strategischen Gründen. Es kann dabei zwischen situativem und konversationellem Code-Switching unterschieden werden. Die äußeren Einflüsse des situationellen Code-Switchings können u. a. Gesprächspartner, Ort, oder das Thema der jeweiligen Äußerung sein. Ein Sprachwechsel erfolgt also zum Beispiel dann, wenn man sich an einen Gesprächspartner richtet, mit dem man normalerweise eine andere Sprache spricht. Auch der Typus der Interaktion kann in diesen Fällen eine Rolle spielen, nämlich dann, wenn man zum Beispiel mit ein und derselben Person einerseits als Privatperson in Sprache 1 spricht, wenn es aber geschäftlich wird, in Sprache 2 wechselt.
Beim konversationellen Code-Switching spielen dagegen diskursiv-strategische Gründe eine Rolle für den Wechsel der Sprache. Häufig wird beim Zitieren die Sprache gewechselt, da man von einem Zitat oft die Stimmlage und den genauen Wortlaut wiedergeben möchte, was bei einer Übersetzung nicht möglich wäre. Auch zum Ausdrücken einer persönlichen Meinung kann ein Sprecher die Sprache wechseln, man spricht dabei von einer expressiven Funktion des Code-Switchings. Sie tritt besonders oft bei typischen Diglossien auf.
Das nicht-funktionale Code-Switching bezieht sich eher auf interne Prozesse der Sprachproduktion. Der Wechsel von der einen in die andere Sprache erfolgt dabei meist ohne direkte Absicht des Sprechers, weshalb auch von einem psycholinguistisch motivierten Code-Switching gesprochen werden kann.
Ein Beispiel:
Da hängen dann die drogati ’rum (-) äh die Drogierten (-) oder wie sagt man auf Deutsch (--) Drogenabhängige. [Beispiel aus Südtirol, Sprecherin Deutsch-Italienisch]
In diesem Beispiel lässt sich der Verzögerungslaut äh feststellen, da sich die Sprecherin nachträglich bewusst wird, dass sie die Sprache gewechselt hat und nun das entsprechende Wort fürs Deutsche finden will. Der nicht-funktionale Sprachwechsel kann durch sogenannte Auslösewörter (trigger-words) hervorgerufen oder begünstigt werden.

### Grammatikalisch
Eine weitere Sichtweise beschäftigt sich mit der grammatikalischen Seite von Code-Switching. Dabei wird festgestellt, an welcher Stelle im Satz oder innerhalb einer Phrase man von der einen in die andere Sprache wechseln kann. Besonders häufig ist der Sprachwechsel an Satzgrenzen oder nach einem Teilsatz. Man spricht in diesem Fall von einem intersententiellen Code-Switching. Im Gegensatz dazu steht das intrasententielle Code-Switching, das einen Wechsel innerhalb einer Satzeinheit bezeichnet.
Unterschieden wird also bei dieser Einteilung zwischen folgenden Typen des Code-Switching:
- turnspezifisch: Es wird an einer turn-taking-Grenze gewechselt.
- intraturnspezifisch: Eine Person wechselt innerhalb ihres Redebeitrages den Code, unterteilt in:
  - interphrasal: Es wird an einer Satzgrenze gewechselt.
  - intraphrasal: Es wird innerhalb eines Satzes gewechselt.